# Красногорские МГЭС
Красногорские Малые ГЭС — гидроэнергетический комплекс, представляющий собой две гидроэлектростанции, использующие общие подпорные и водосбросные сооружения. Комплекс малых ГЭС расположен на реке Кубань (806 км от устья), на территории Карачаево-Черкесской Республики, в Усть-Джегутинском муниципальном районе, около станицы Красногорская, на расстоянии 3,4 км ниже по течению реки от Зеленчукской ГЭС-ГАЭС и в 40 км южнее города Черкесска. Гидроэнергетический комплекс принадлежит ПАО «РусГидро».

## Конструкция станции
Гидроэнергетический комплекс представляет собой низконапорную плотинную русловую гидроэлектростанцию с двумя зданиями ГЭС (Красногорской МГЭС-1 и Красногорской МГЭС-2). Установленная мощность комплекса — 49,8 МВт (2×24,9 МВт), проектная среднегодовая выработка электроэнергии — 167,6 млн кВт·ч (2×83,8 млн кВт·ч).
Сооружения гидроузла включают в себя:
- железобетонную гравитационную плотину длиной 152 м и максимальной высотой 31,4 м, с левобережными и правобережными примыканиями. Плотина разделена на два участка — левобережный длиной 103 м и правобережный длиной 49 м, между которыми расположены здание ГЭС и водосброс, также входящие в состав напорного фронта;
- водосброс донного типа длиной 56 м и высотой 36,9 м, расположенный между зданиями ГЭС. Состоит из подводящего участка, блока донных галерей, водобойного колодца, рисбермы. Пропуск воды производится через четыре донные галереи размером 4,5×3,5 м каждая, перекрываемые сегментными затворами. Максимальная пропуская способность водосброса при НПУ составляет 1288 м³/с;
- правобережную грунтовую дамбу длиной 475,7 м и максимальной высотой 7,1 м. Дамба отсыпается из гравийно-галечного грунта, имеет противофильтрационный элемент в виде геомембраны;
- здание МГЭС-1;
- здание МГЭС-2;
- ОРУ-110 кВ.

В зданиях ГЭС смонтированы четыре вертикальных гидроагрегата (по два в каждом здании) мощностью по 12,45 МВт, оборудованных поворотно-лопастными турбинами TKV 26.5/5-300 с диаметром рабочего колеса 3,5 м, работающими на расчётном напоре 24,9 м, и гидрогенераторами СВ 375/125-28 УХЛ4. Пропускная способность каждой гидротурбины — 56 м³/с. Выдача выработанной электроэнергии в энергосистему производится по двухцепной ЛЭП напряжением 110 кВ до Зеленчукской ГЭС-ГАЭС. Подпорные сооружения ГЭС образуют небольшое водохранилище суточного регулирования площадью 0,72 км², полным объёмом 9,35 млн м³, полезным объёмом 1,37 млн м³, с отметками нормального подпорного уровня 741,5 м, уровня мёртвого объёма 715 м, уровнем нормальной эксплуатационной сработки 739,5 м, форсировка водохранилища не предусмотрена. В связи с большим объёмом наносов, планируется быстрое заиление водохранилища, поэтому для сохранения его полезного объёма в размере не менее 1 млн м³ в верхней части водохранилища создана яма-ловушка глубиной 2 м и объёмом 330 тыс. м³, с ежегодной выемкой накапливающихся наносов.

Сооружения и оборудование Красногорских МГЭС
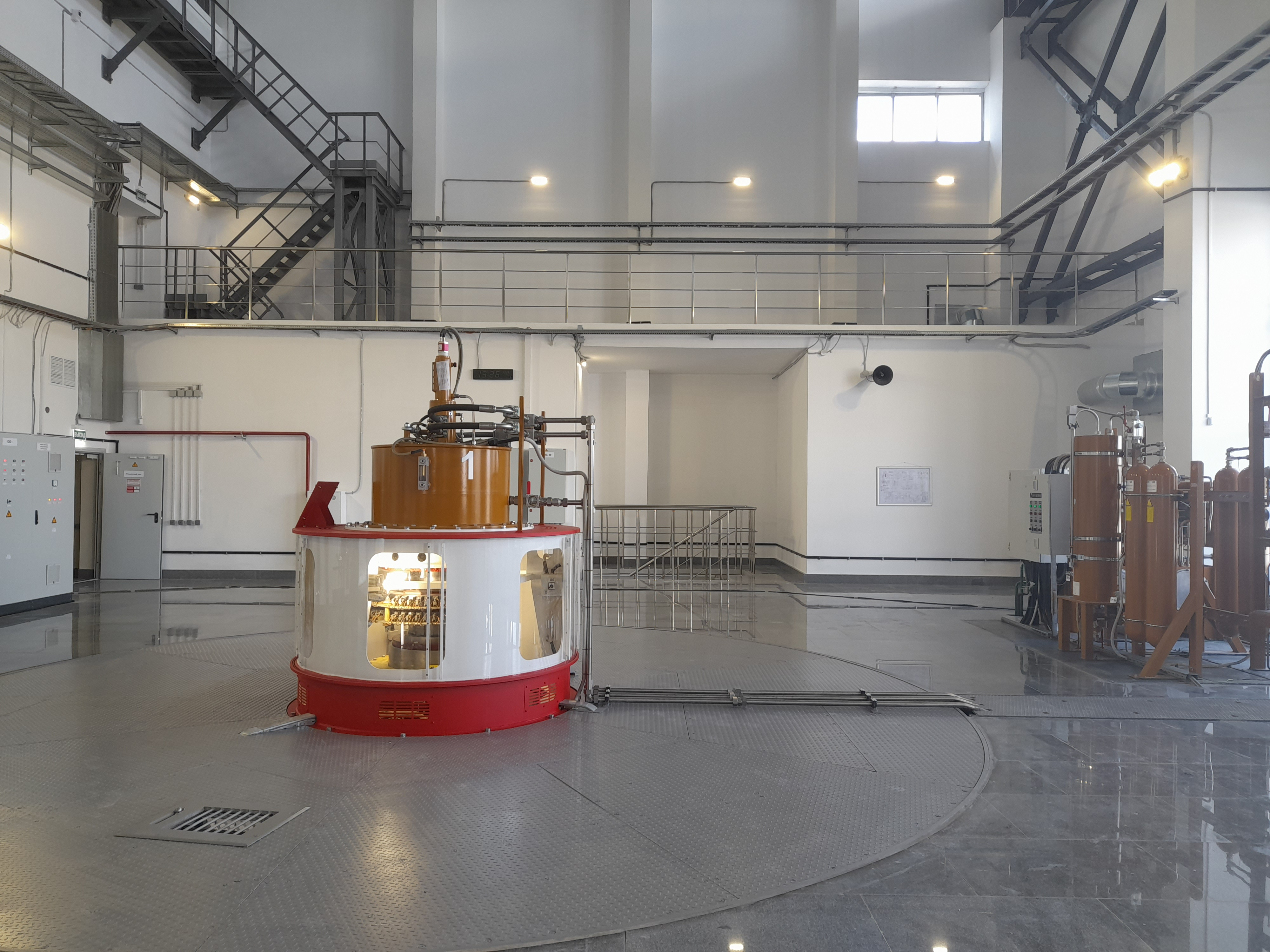
Гидроагрегат
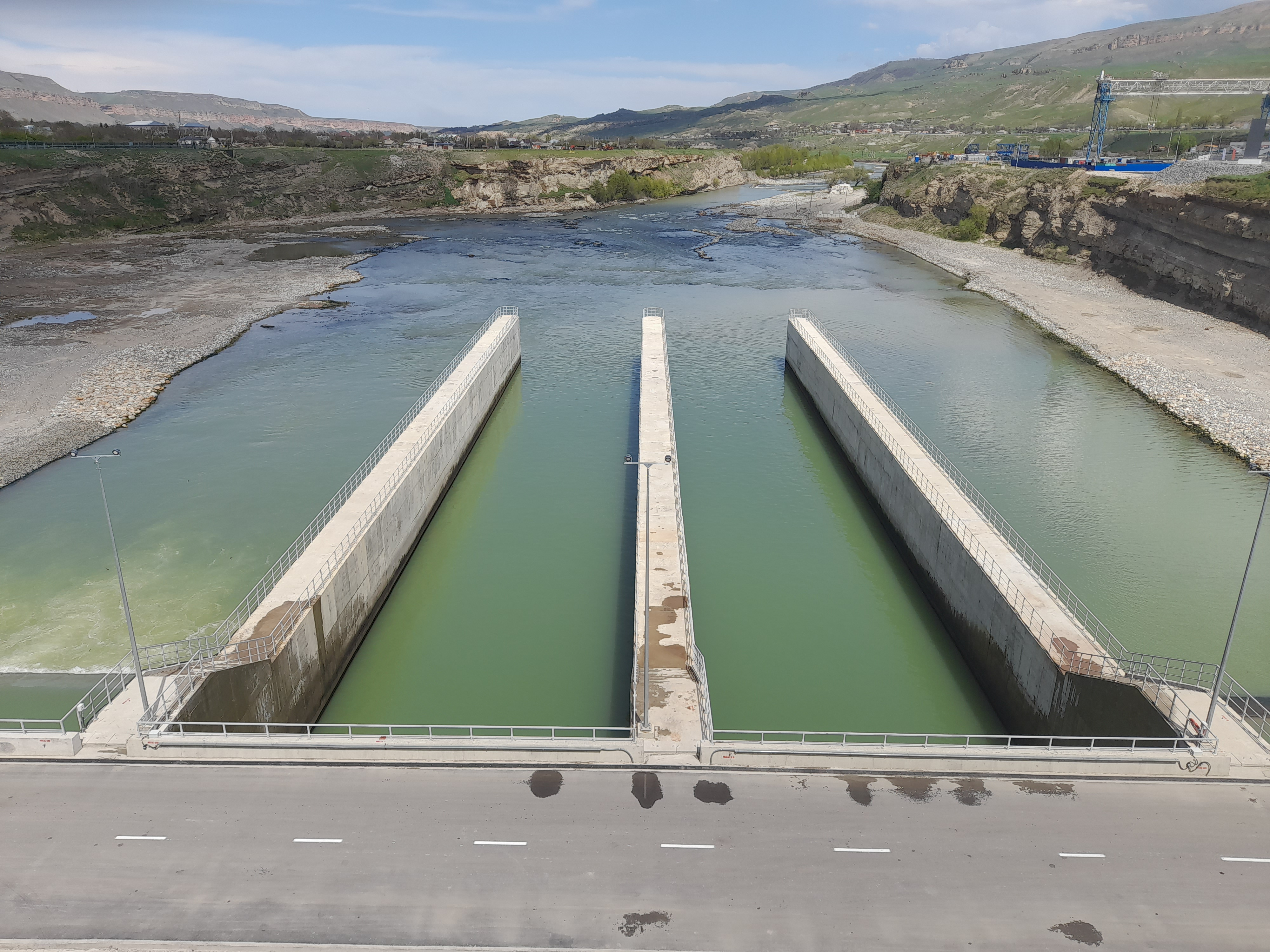
Водосброс
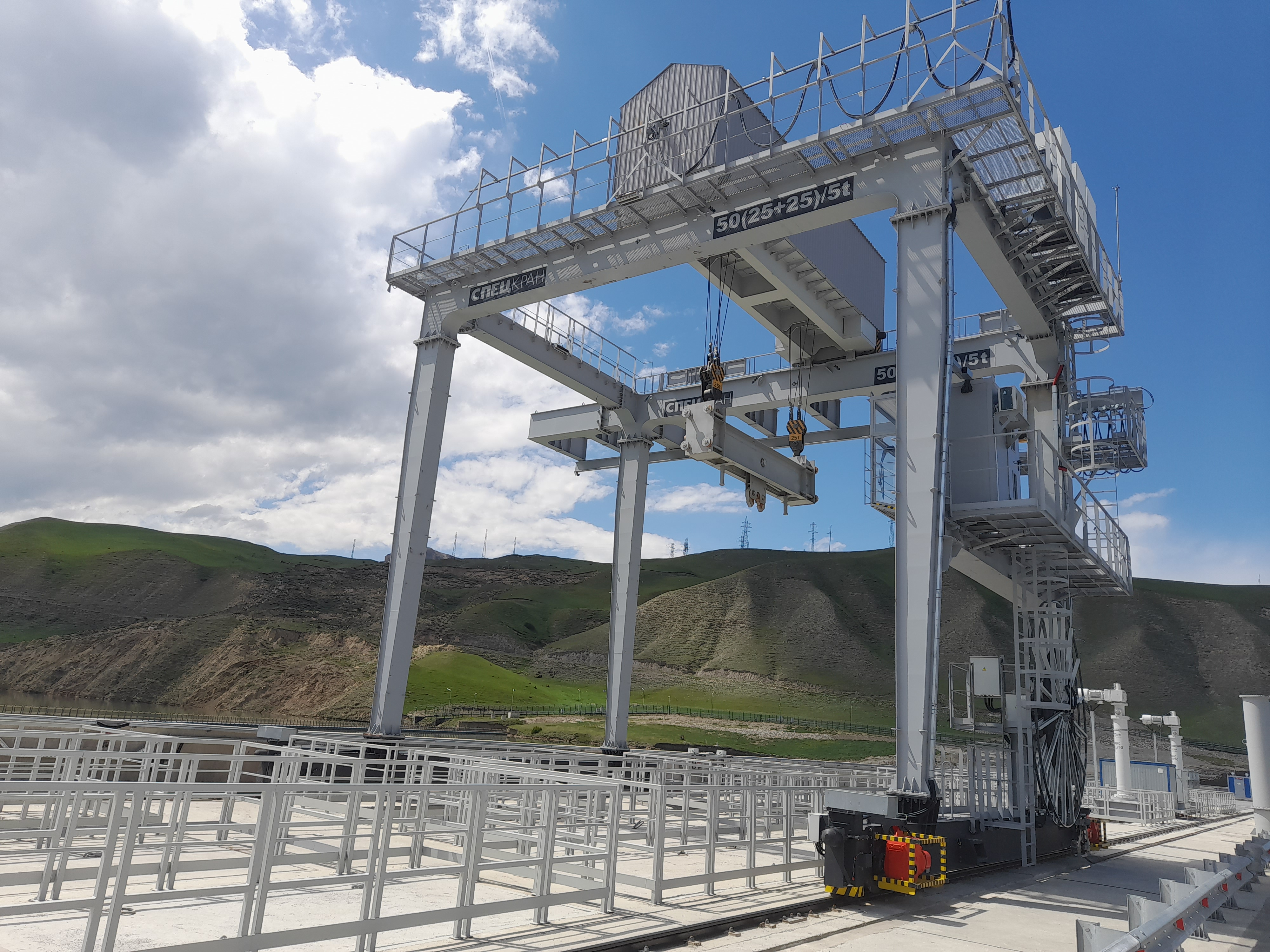
Козловой кран на плотине
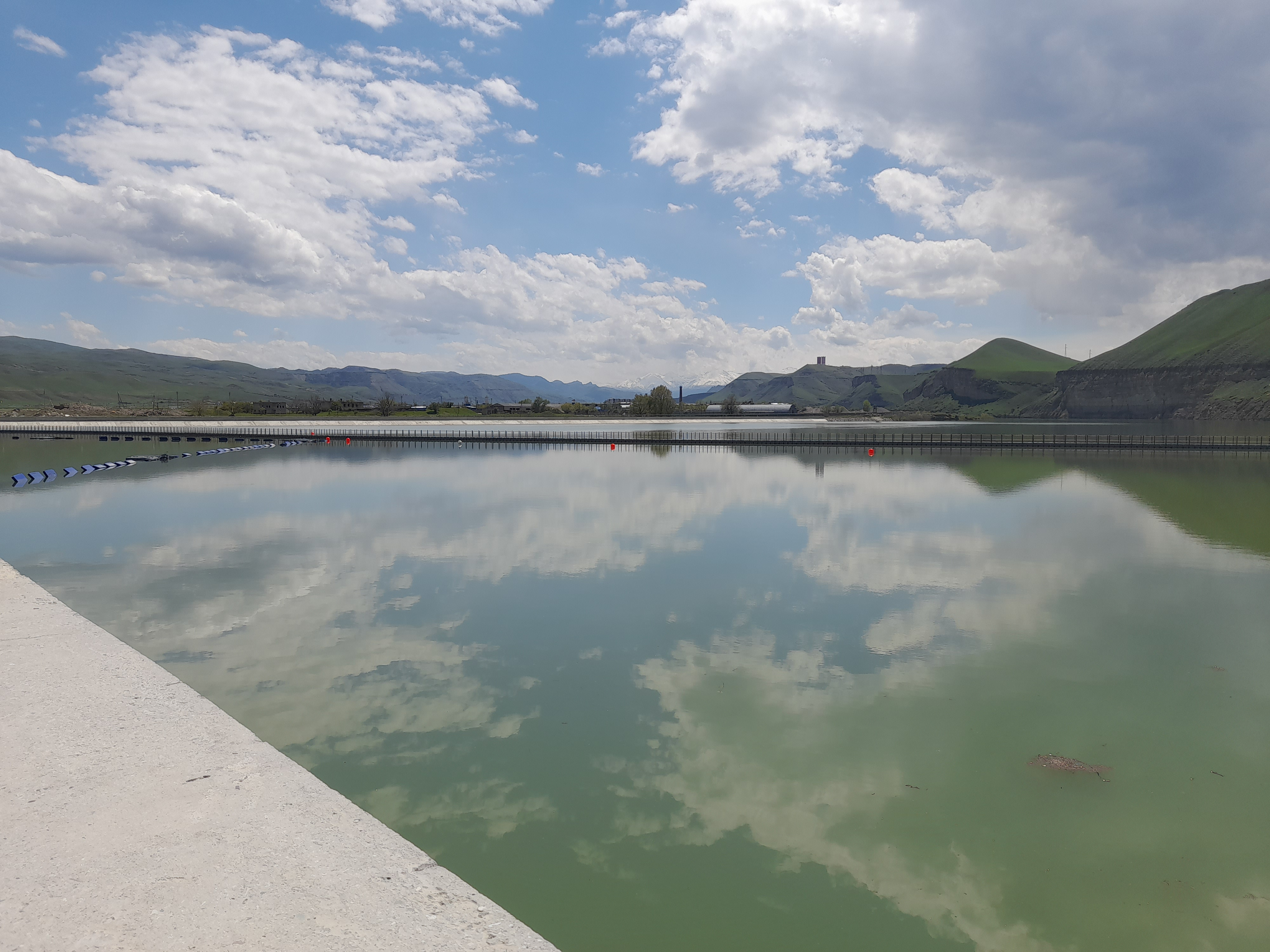
Водохранилище

## Экономическое значение
Помимо выработки электроэнергии в дефицитной энергосистеме Карачаево-Черкесии, Красногорские МГЭС выполняют функции контррегулятора для расположенной выше Зеленчукской ГЭС-ГАЭС, сглаживая в своём водохранилище колебания уровня воды в Кубани, связанные с изменением режимов работы этой станции. Это позволит снизить сезонные ограничения мощности Зеленчукской ГЭС-ГАЭС на 70 МВт и оптимизировать водный режим Кубани, что увеличит выработку электричества на Каскаде Кубанских ГЭС на 230 млн кВт.ч ежегодно

## История

### Проектирование
В конце 1950-х — начале 1960-х годов институтом «Гидропроект» была разработана «Схема энергетического использования Верхней Кубани», которая была одобрена экспертной комиссией Госплана СССР 21 сентября 1963 года. Согласно этой схеме, гидроэнергетический потенциал Кубани на участке от Зеленчукской ГЭС до Усть-Джегутинского водохранилища планировалось освоить двумя станциями, Верхне-Красногорской ГЭС и Нижне-Красногорской ГЭС. В 1967 году было разработано проектное задание «Зеленчукские гидроэлектростанции и вторая очередь Куршавских ГЭС». В проектном задании обосновывалось строительство целого ряда объектов, которые планировалось возвести в две очереди. К первой очереди были отнесены Зеленчукская ГЭС с перебросным трактом Зеленчуки-Кубань, Архызское регулирующее водохранилище с ГЭС на р. Большой Зеленчук, 2 очередь Куршавских ГЭС с увеличением пропускной способности головного участка Большого Ставропольского канала. Во вторую очередь планировалось построить Аксаутское регулирующее водохранилище с ГЭС на реке Аксаут, Красногорские ГЭС на Кубани и тоннель по переброске стока из реки Кяфар в реку Большой Зеленчук.
В конце 1980-х годов была спроектирована Верхне-Красногорская ГЭС, были начаты подготовительные работы по строительству (в частности, возведение деривационного канала), приостановленные в связи со сложным экономическим положением в стране. По первоначальному проекту, мощность ГЭС — 102 МВт, среднегодовая выработка — 320 млн кВт·ч, 2 гидроагрегата по 51 МВт, работающих при расчётном напоре 40 м. В дальнейшем, проект ГЭС неоднократно пересматривался, в частности рассматривался вариант со следующими характеристиками: мощность ГЭС — 75 МВт, среднегодовая выработка — 284 млн кВт·ч, 2 гидроагрегата по 37,5 МВт, работающих при расчётном напоре 39 м; состав сооружений ГЭС — глухая плотина, бетонная водосливная плотина, водозабор, деривационный канал длиной 2,6 км, здание ГЭС; к плотине планировалась пристройка малой Верхне-Красногорской ГЭС, работающей на оставшемся санитарном стоке, мощностью 1,1 МВт, среднегодовой выработкой 11 млн кВт·ч при напоре 26 м.
В 2006 году станция была перепроектирована институтом «Мособлгидропроект», было разработано и получило положительное заключение Главгосэкспертизы технико-экономическое обоснование строительства Верхне-Красногорской ГЭС со следующими параметрами: мощность — 87,3 МВт, среднегодовая выработка — 250 млн кВт·ч. В здании ГЭС должны были быть установлены 4 гидроагрегата: два с турбинами РО 45/820-В-Э40 мощностью по 35,5 МВт и два с турбинами РО 45/820-В-160 мощностью по 8,15 МВт.
Состав сооружений ГЭС:
- русловая земляная плотина длиной 160 м, высотой 35,5 м, шириной по гребню 10 м, максимальный напор на плотину составляет 28,3 м;
- левобережная земляная плотина длиной 700 м и максимальной высотой 9 м;
- правобережная земляная плотина длиной 980 м и максимальной высотой 9 м;
- водосброс и шугосброс;
- четырёхпролётный водозабор;
- деривационный канал длиной 2166 м, рассчитанный на расход 256 м³/сек;
- трёхпролётный водоприёмник ГЭС;
- три напорных трубопровода — два диаметром 5,5 м и длиной 219 и 215 м соответственно и один диаметром 4 м и длиной 208 м;
- здание ГЭС размерами 32×56 м;
- отводящий канал длиной 250 м.

Церемония возобновления строительства состоялась 16 декабря 2006 года, сдача объекта планировалась на декабрь 2010 года. Финансирование строительства Верхне-Красногорской ГЭС было включено в инвестиционную программу ГидроОГК. Однако, в связи с ростом затрат на строительство, сооружение ГЭС не было начато. В дальнейшем прорабатывались и другие варианты строительства Верхне-Красногорской ГЭС, в частности с тоннельной деривацией.
В 2017 году проект был переработан в очередной раз в пользу строительства двух малых ГЭС мощностью по 24,9 МВт, использующих одно подпорное сооружение. В том же году проекты малых ГЭС прошли отбор инвестиционных проектов по строительству генерирующих объектов, функционирующих на основе использования возобновляемых источников энергии. Станции должны быть введены в эксплуатацию в 2021—2022 годах, проекты реализует ПАО «РусГидро» в лице дочернего общества ООО «Малые ГЭС Ставрополья и КЧР».

### Строительство
Торжественная церемония начала строительства состоялась 19 июня 2019 года. По состоянию на август 2019 года велись работы по подготовке строительной базы, вертикальной планировке стройплощадки правого берега, разработке котлована дамбы, выносу коммуникаций. В апреле 2020 года были определены поставщики гидросилового оборудования, отсыпаны перемычки правобережного котлована, начаты выемка скального грунта и укладка бетона в основание сооружений. В марте 2021 года был начат монтаж гидротурбин. 16 апреля 2021 года было перекрыто русло Кубани.
Красногорская МГЭС-2 была введена в эксплуатацию в декабре 2022 года. Официальная церемония пуска Красногорских ГЭС состоялась 28 апреля 2023 года, команду на пуск станций отдал Председатель Правительства РФ Михаил Мишустин, в торжественной церемонии также принял участие министр энергетики РФ Николай Шульгинов.

Строительство Красногорских МГЭС
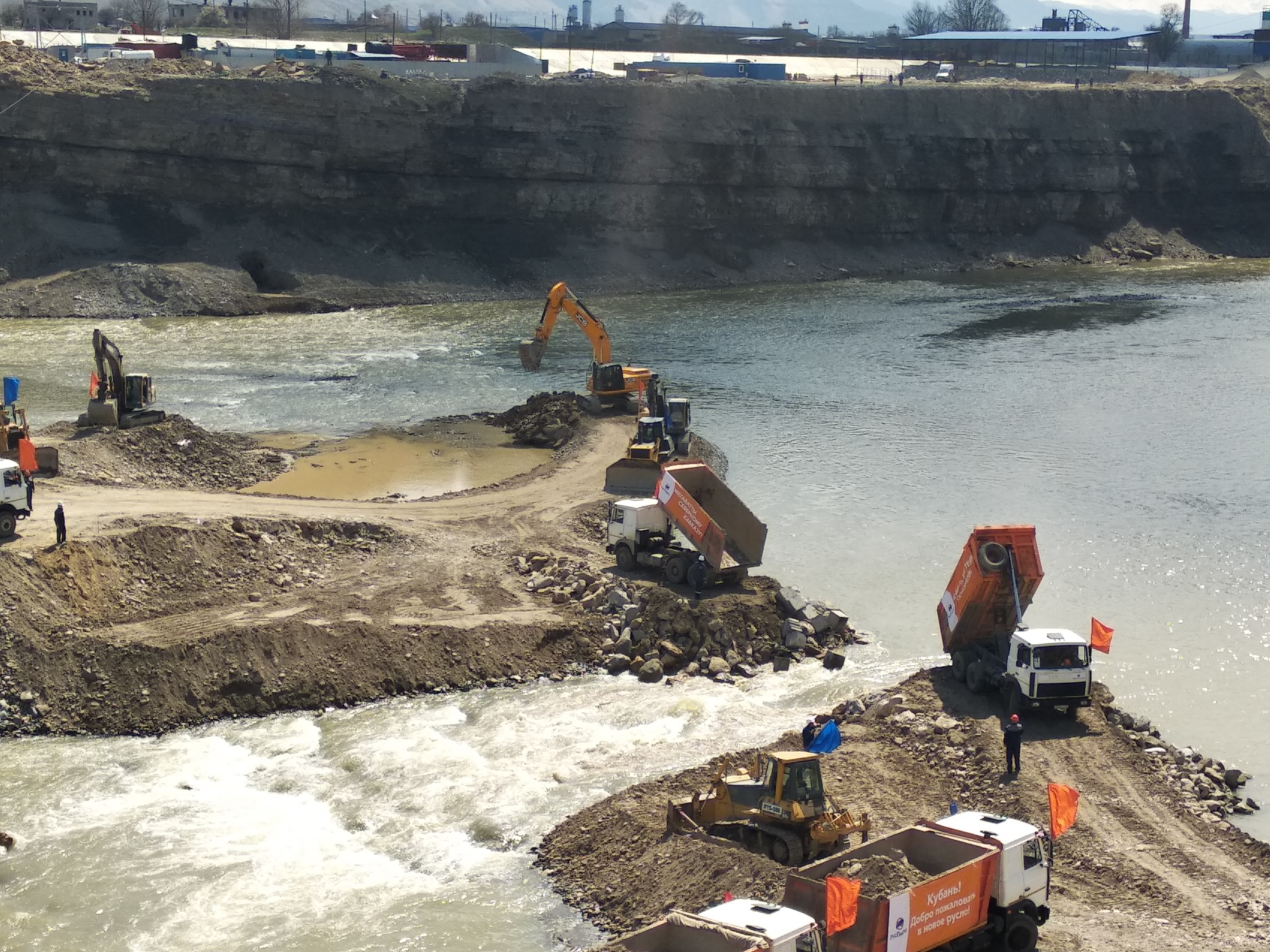
Перекрытие Кубани на строительстве Красногорских МГЭС
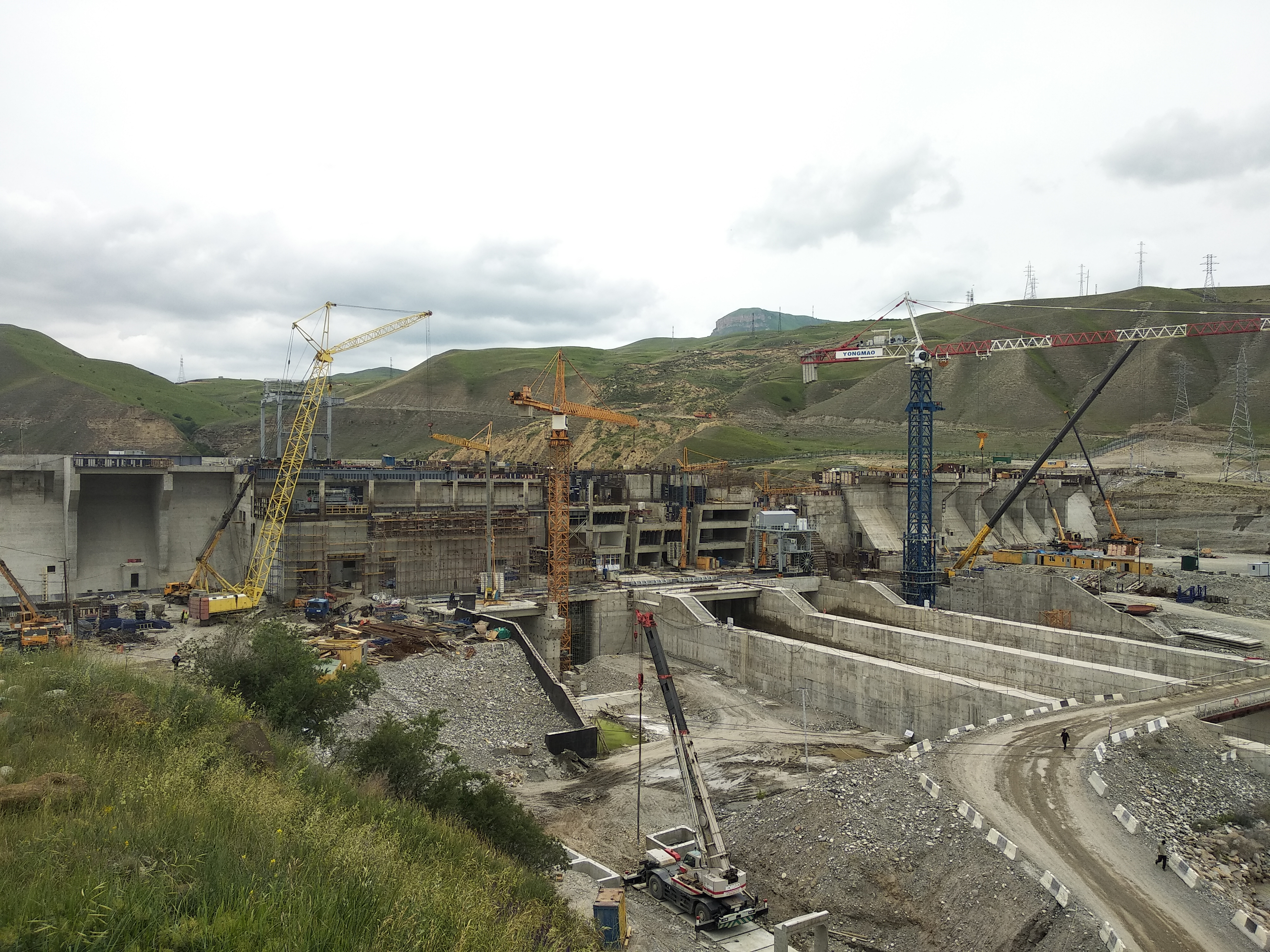
Строительство Красногорских МГЭС, июнь 2022
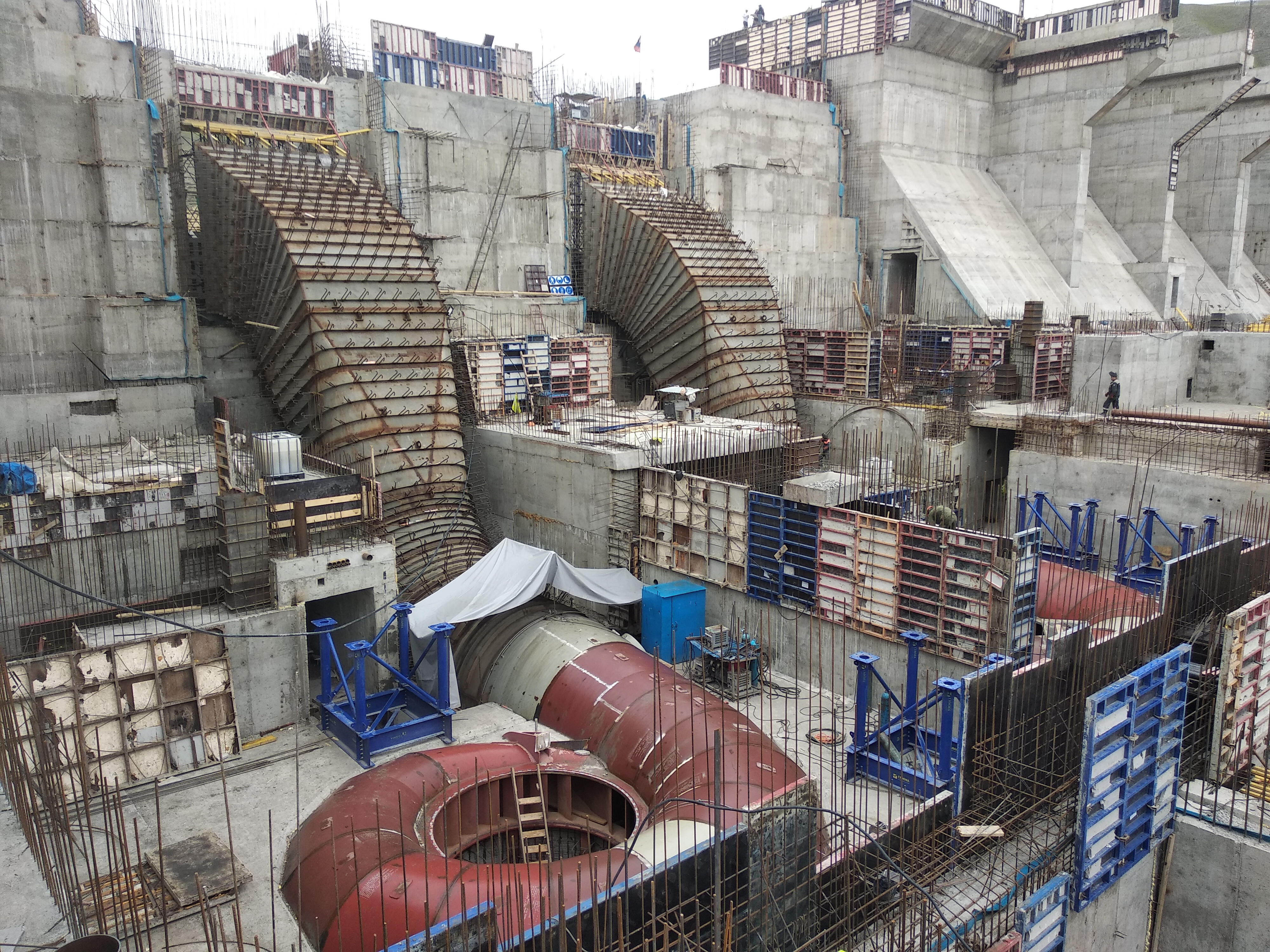
Монтаж водоводов и спиральных камер турбин Красногорских МГЭС, июнь 2022